# Campsas
Campsas é uma comuna francesa na região administrativa da Occitânia, no departamento de Tarn-et-Garonne. Estende-se por uma área de 15.01 km², e possui 1.387 habitantes, segundo o censo de 2018, com uma densidade de 92 hab/km².